# Paul (Schiff, 1904)
Die Paul war ein Schlepper der Deutschen Ost-Afrika Linie in der deutschen Kolonie Kamerun.

## Geschichte
Die Paul wurde 1904 in Hamburg gebaut. Sie war ein Schlepper, der von der Deutschen Ost-Afrika Linie in der Kolonie Kamerun eingesetzt wurde.
Als im August 1914 der Erste Weltkrieg ausbrach, wurde die Paul als Sicherungsboot zum Schutz des Hafens von Daressalam gegen feindliches Eindringen angelegten Hafensperre benutzt.
Bei der Annäherung gegnerischer Truppen auf Daressalam wurde der Schlepper, um nicht in feindliche Hände zu fallen, am 3. September 1916 in Daressalam versenkt.